# جون ويليام كوتر
جون ويليام كوتر (بالإنجليزية: John William Cotter)‏ هو عسكري أسترالي، ولد في 15 ديسمبر 1896 في Glenrowan, Victoria ‏ في أستراليا، وتوفي في 7 أغسطس 1957.